# Čeľovce
Čeľovce – wieś (obec) na Słowacji położona w kraju koszyckim, w powiecie Trebišov. Pierwsze wzmianki o miejscowości pochodzą z 1309 roku. 
Według danych z dnia 31 grudnia 2012 roku, wieś zamieszkiwało 549 osób, w tym 278 kobiet i 271 mężczyzn.
W 2001 roku pod względem narodowości i przynależności etnicznej 98,51% mieszkańców stanowili Słowacy, a 0,37% Romowie.
Ze względu na wyznawaną religię struktura mieszkańców kształtowała się w 2001 roku następująco:
- Katolicy rzymscy – 50,19%
- Grekokatolicy – 31,78%
- Ewangelicy – 0,56%
- Ateiści – 5,39%
- Nie podano – 7,43%